# Tavole d'oro

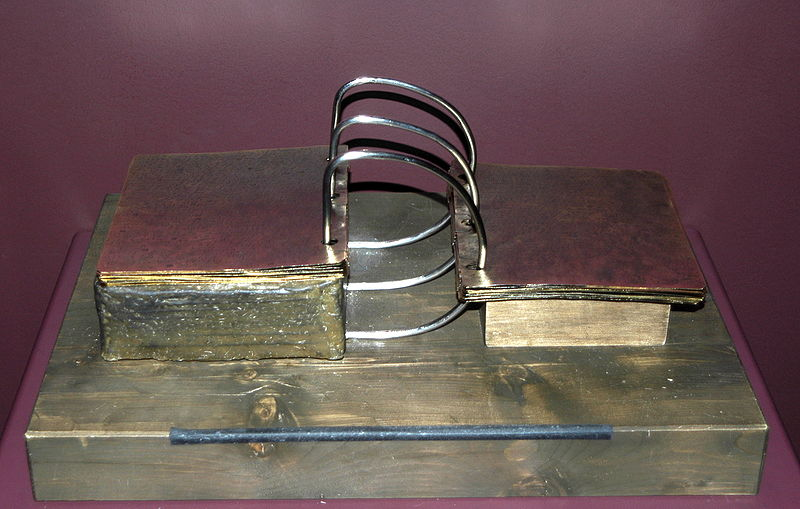
Riproduzione delle tavole d'oro sulla descrizione di Joseph Smith, Museo d'arte della storia della chiesa.

Secondo la teologia della Chiesa di Gesù Cristo dei santi degli ultimi giorni, le tavole d'oro chiamate anche, da una certa letteratura del XIX secolo, la Bibbia d'oro, sono un libro rilegato costituito da tavole di metallo incise che Joseph Smith afferma essere la sua fonte per la traduzione del Libro di Mormon.

## L'origine delle tavole

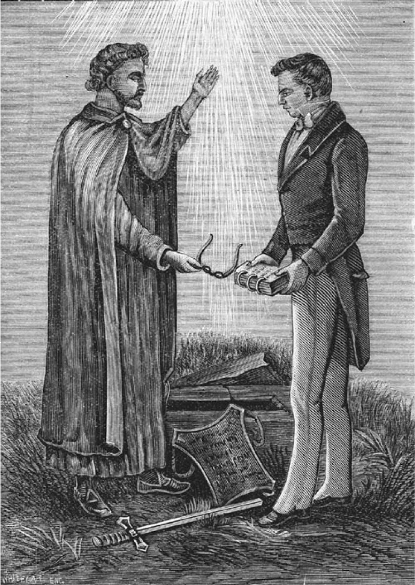
Joseph Smith riceve le tavole, incisione del 1893 di Edward Stevenson

Secondo Joseph Smith, Moroni nel 420, avrebbe nascosto le tavole d'oro sulla collina Cumorah, ed egli afferma anche che nel 1827 fu mandato su questa collina da Moroni, risorto, per cercare e tradurre queste tavole.

## Descrizione delle tavole e del libro
La domanda è se la lingua e la scrittura appartenessero alla stessa famiglia di quella di altri popoli [precolombiani] e se il messaggio contenuto in queste tavole fosse anche destinato a loro.

## Questione della scrittura e della lingua
Le tavole d'oro avrebbero contenuto caratteri incisi in un linguaggio antico che il Libro di Mormon descrisse come "egiziano riformato". 
Joseph Smith descrisse la scrittura come "caratteri egiziani ... piccoli e splendidamente incisi" che dimostrano "una grande abilità nell'arte dell'incisione".

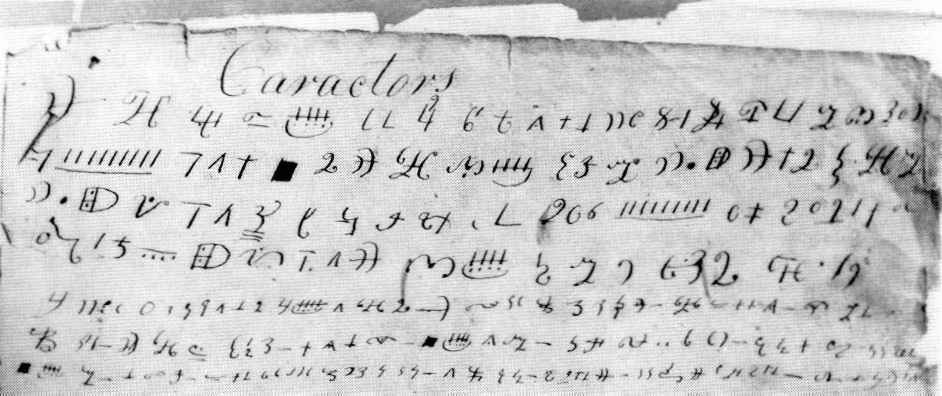
Trascrizione di Joseph Smith dei caratteri che, secondo lui, erano incisi sulle tavole d'oro

John Whitmer, uno degli otto testimoni, disse che le tavole avevano "belle incisioni su ogni lato", e Orson Pratt, che non vide le lastre ma parlò con i testimoni, comprese che erano incise su ciascun lato delle tavole, "con una tonalità più scura, in modo da rendere le lettere più leggibili".

## Posizioni attuali
Tre testimoni , Oliver Cowdery, David Whitmer e Martin Harris, e poi altri otto Christian Whitmer, Jacob Whitmer, Peter Whitmer fils, John Whitmer, Hiram Page, Joseph Smith Senior, Hyrum Smith e Samuel H. Smith dissero di averle viste. Joseph Smith affermò di averle restituite all'angelo Moroni dopo averle tradotte. Pertanto, nella misura in cui sarebbero esistite, nessuno sarebbe in grado di esaminarle. Per i mormoni oggi, credere nell'esistenza di queste tavole è una questione di fede. 
I non credenti avanzano una spiegazione naturale della storia delle tavole, dicendo che Joseph Smith e i suoi compagni realizzarono essi stessi le tavole, mentre altri affermano che Joseph Smith era in grado di convincere gli altri con illusioni o ipnosi o che le tavole erano mistiche e potevano essere interpretate nel contesto dell'epoca di Joseph Smith in cui la magia era accettata come parte della realtà.
Infine, l'ultima ipotesi è che Joseph Smith avrebbe mentito, e le lastre non sarebbero mai esistite.